# Seis días de Grenoble
Los Seis días de Grenoble es una carrera de ciclismo en pista, de la modalidad de seis días, que se disputa en el Palacio de los Deportes de Grenoble (Roine-Alps). Su primera edición data de 1971, año en el que disputaron dos pruebas, una en enero y otra en octubre. A partir del año siguiente, se hizo de manera anual, en el mes de noviembre. A partir del 2012, la carrera se pasó a llamar Cuatro días de Grenoble, y Tres días de Grenoble a partir del 2014.

## Palmarés
| Año     | Ganadores                                             | Segundos                                              | Terceros                                              |
| ------- | ----------------------------------------------------- | ----------------------------------------------------- | ----------------------------------------------------- |
| 1971/01 | Peter Post Alain Van Lancker                          | Rudi Altig Albert Fritz                               | Erich Spahn Louis Pfenninger                          |
| 1971/10 | Alain Van Lancker Jacky Mourioux                      | Peter Post Cyrille Guimard                            | Patrick Sercu Ferdinand Bracke                        |
| 1972    | Alain Van Lancker Cyrille Guimard                     | Charly Grosskost René Pijnen                          | Felice Gimondi Norbert Seeuws                         |
| 1973    | Patrick Sercu Eddy Merckx                             | Alain Van Lancker Jacky Mourioux                      | Felice Gimondi Gerben Karstens                        |
| 1974    | Alain Van Lancker Jacky Mourioux                      | Sigi Renz Roy Schuiten                                | Patrick Sercu René Pijnen                             |
| 1975    | Patrick Sercu Eddy Merckx                             | Bernard Thévenet Günter Haritz                        | Freddy Maertens René Pijnen                           |
| 1976    | Günter Haritz Bernard Thévenet                        | Francesco Moser René Pijnen                           | Patrick Sercu Felice Gimondi                          |
| 1977    | René Pijnen Francesco Moser                           | Eddy Merckx Patrick Sercu                             | Bernard Thévenet Günter Haritz                        |
| 1978    | Patrick Sercu Dietrich Thurau                         | Gregor Braun Wilfried Peffgen                         | Felice Gimondi René Pijnen                            |
| 1979    | René Pijnen Francesco Moser                           | Gregor Braun Roy Schuiten                             | Patrick Sercu Bernard Vallet                          |
| 1980    | Danny Clark Bernard Thévenet                          | Wilfried Peffgen Constant Tourné                      | Bernard Vallet Albert Fritz                           |
| 1981    | Patrick Sercu Urs Freuler                             | Danny Clark Yvon Bertin                               | Donald Allan Bernard Thévenet                         |
| 1982    | Bernard Vallet Gert Frank                             | Francesco Moser Urs Freuler                           | Joop Zoetemelk Udo Hempel                             |
| 1983    | Daniel Gisiger Patrick Clerc                          | Jacques Michaud Bernard Vallet                        | Ralf Hofeditz Pascal Poisson                          |
| 1984    | Bernard Vallet Gert Frank                             | Ralf Hofeditz Gary Wiggins                            | Francesco Moser Maurizio Bidinost                     |
| 1985    | anulada por un incendio en el Palacio de los Deportes | anulada por un incendio en el Palacio de los Deportes | anulada por un incendio en el Palacio de los Deportes |
| 1986    | Francesco Moser Anthony Doyle                         | Bernard Vallet Gert Frank                             | Guido Bontempi Pierangelo Bincoletto                  |
| 1987    | Charly Mottet Bernard Vallet                          | Anthony Doyle Etienne De Wilde                        | Francesco Moser Pierangelo Bincoletto                 |
| 1988    | Charly Mottet Roman Hermann                           | Danny Clark Gilbert Duclos-Lassalle                   | Pierangelo Bincoletto Adriano Baffi                   |
| 1989    | Gilbert Duclos-Lassalle Danny Clark                   | Urs Freuler Pascal Lino                               | Etienne De Wilde Charly Mottet                        |
| 1990    | Laurent Biondi Laurent Fignon                         | Pierangelo Bincoletto Adriano Baffi                   | Gilbert Duclos-Lassalle Philippe Louviot              |
| 1991    | Jean-Claude Colotti Philippe Tarantini                | Anthony Doyle Stephen Roche                           | Laurent Biondi Laurent Fignon                         |
| 1992    | Gilbert Duclos-Lassalle Pierangelo Bincoletto         | Adriano Baffi Giovanni Lombardi                       | Werner Stutz Beat Zberg                               |
| 1993    | Gilbert Duclos-Lassalle Pierangelo Bincoletto         | Silvio Martinello Marco Villa                         | Dieter Rüegg Patrick Vetsch                           |
| 1994    | Dean Woods Jean-Claude Colotti                        | Gilbert Duclos-Lassalle Pierangelo Bincoletto         | Mario Cipollini Silvio Martinello                     |
| 1995    | Marco Villa Silvio Martinello                         | Gilbert Duclos-Lassalle Jean-Claude Colotti           | Dean Woods Pascal Lino                                |
| 1996    | Adriano Baffi Giovanni Lombardi                       | Pierangelo Bincoletto Jean-Claude Colotti             | Michael Sandstød Jakob Piil                           |
| 1997    | Tayeb Braikia Jakob Piil                              | Adriano Baffi Giovanni Lombardi                       | Andrea Collinelli Lorenzo Lapage                      |
| 1998    | Adriano Baffi Andrea Collinelli                       | Tayeb Braikia Francis Moreau                          | Jérôme Neuville Carsten Wolf                          |
| 1999    | Adriano Baffi Andrea Collinelli                       | Jakob Piil Michael Sandstød                           | Miguel Alzamora Joan Llaneras                         |
| 2000    | Joan Llaneras Isaac Gálvez Lopez                      | Jérôme Neuville Andy Flickinger                       | Robert Hayles Bradley Wiggins                         |
| 2001    | Franco Marvulli Alexander Aeschbach                   | Jérôme Neuville Robert Sassone                        | Giovanni Lombardi Jean-Michel Tessier                 |
| 2002    | Adriano Baffi Marco Villa                             | Franco Marvulli Alexander Aeschbach                   | Robert Sassone Jean-Michel Tessier                    |
| 2003    | Franco Marvulli Alexander Aeschbach                   | Jean-Pierre van Zyl Robert Sassone                    | Ivan Quaranta Marco Villa                             |
| 2004    | Franco Marvulli Alexander Aeschbach                   | Giovanni Lombardi Marco Villa                         | Iljo Keisse Wouter Van Mechelen                       |
| 2005    | Matthew Gilmore Iljo Keisse                           | Franco Marvulli Alexander Aeschbach                   | Alex Rasmussen Marco Villa                            |
| 2006    | Franco Marvulli Alexander Aeschbach                   | Alex Rasmussen Michael Mørkøv                         | Peter Schep Jens Mouris                               |
| 2007    | Michael Mørkøv Alex Rasmussen                         | Dimitri De Fauw Alexander Aeschbach                   | Marco Villa Jérôme Neuville                           |
| 2008    | Michael Mørkøv Alex Rasmussen                         | Olaf Pollack Roger Kluge                              | Jérôme Neuville Alexander Aeschbach                   |
| 2009    | Franco Marvulli Luke Roberts                          | Jeff Vermeulen Léon van Bon                           | Gianni Meersman Iljo Keisse                           |
| 2010    | Alexander Aeschbach Franco Marvulli                   | Danny Stam Léon van Bon                               | Jens-Erik Madsen Marc Hester                          |
| 2011    | Iljo Keisse Morgan Kneisky                            | Alexander Aeschbach Franco Marvulli                   | Tim Mertens Kenny De Ketele                           |
| 2012    | Kenny De Ketele Iljo Keisse                           | Morgan Kneisky Bryan Coquard                          | Angelo Ciccone Fabio Masoti                           |
| 2013    | Morgan Kneisky Vivien Brisse                          | David Muntaner Albert Torres                          | Jasper De Buyst Iljo Keisse                           |
| 2014    | Vivien Brisse Thomas Boudat                           | Otto Vergaerde Moreno De Pauw                         | David Muntaner Sebastián Mora                         |